# Selecció nacional de futbol de Niue
La selecció nacional de futbol de Niue és l'equip nacional de futbol de Niue, un estat en lliure associació amb Nova Zelanda.

## Història
L'equip va jugar els seus únics partits internacionals en els Jocs del Pacífic de 1983. Una derrota per 0 a 14 contra la selecció de Tahití va ser seguida per una derrota per 0 a 19 contra la selecció de Papua Nova Guinea.
L'Associació de Futbol de l'Illa de Niue va ser membre associat de la Confederació de Futbol d'Oceania (OFC) fins que la seva pertinença va ser revocada l'any 2021 per inactivitat. Com que no era membre de la FIFA, l'equip no podia entrar a la Copa Mundial inclús quan era membre de l'OFC.
Es va anunciar el primer partit oficial 11 contra 11 després de diversos anys el novembre de 2023. El partit enfrontaria un equip en representació del nord de Niue i un del sud.

## Estadístiques

### Jocs del Pacífic
| Fútbol en els Jocs del Pacífic | Fútbol en els Jocs del Pacífic | Fútbol en els Jocs del Pacífic | Fútbol en els Jocs del Pacífic | Fútbol en els Jocs del Pacífic | Fútbol en els Jocs del Pacífic | Fútbol en els Jocs del Pacífic | Fútbol en els Jocs del Pacífic |
| Any                            | Ronda                          | J                              | G                              | E                              | P                              | GF                             | GE                             |
| ------------------------------ | ------------------------------ | ------------------------------ | ------------------------------ | ------------------------------ | ------------------------------ | ------------------------------ | ------------------------------ |
| 1963 - 1979                    | No existia la selecció         | No existia la selecció         | No existia la selecció         | No existia la selecció         | No existia la selecció         | No existia la selecció         | No existia la selecció         |
| 1983                           | Primera ronda                  | 2                              | 0                              | 0                              | 2                              | 0                              | 33                             |
| 1987                           | No hi va participar            | No hi va participar            | No hi va participar            | No hi va participar            | No hi va participar            | No hi va participar            | No hi va participar            |
| 1991                           | No hi va participar            | No hi va participar            | No hi va participar            | No hi va participar            | No hi va participar            | No hi va participar            | No hi va participar            |
| 1995                           | No hi va participar            | No hi va participar            | No hi va participar            | No hi va participar            | No hi va participar            | No hi va participar            | No hi va participar            |
| 2003                           | No hi va participar            | No hi va participar            | No hi va participar            | No hi va participar            | No hi va participar            | No hi va participar            | No hi va participar            |
| 2007                           | No hi va participar            | No hi va participar            | No hi va participar            | No hi va participar            | No hi va participar            | No hi va participar            | No hi va participar            |
| 2011                           | No hi va participar            | No hi va participar            | No hi va participar            | No hi va participar            | No hi va participar            | No hi va participar            | No hi va participar            |
| 2015                           | Disputat per seleccions sub-23 | Disputat per seleccions sub-23 | Disputat per seleccions sub-23 | Disputat per seleccions sub-23 | Disputat per seleccions sub-23 | Disputat per seleccions sub-23 | Disputat per seleccions sub-23 |
| 2019                           | No hi va participar            | No hi va participar            | No hi va participar            | No hi va participar            | No hi va participar            | No hi va participar            | No hi va participar            |
| 2023                           | No hi va participar            | No hi va participar            | No hi va participar            | No hi va participar            | No hi va participar            | No hi va participar            | No hi va participar            |
| Total                          | 1/14                           | 2                              | 0                              | 0                              | 2                              | 0                              | 33                             |

## Últims partits
| Data       | Localitat | Equip local       | Resultat   | Equip visitant                 | Competició               |
| ---------- | --------- | ----------------- | ---------- | ------------------------------ | ------------------------ |
| 20-08-1983 | Samoa     | Tahití            | 14:0       | Niue                           | Jocs del Pacífic de 1983 |
| 22-08-1983 | Samoa     | Papua Nova Guinea | 19:0       | Niue                           | Jocs del Pacífic de 1983 |
|            | Samoa     | Niue              | Cancel·lat | Illes Mariannes Septentrionals | Jocs del Pacífic de 1983 |

## Jugadors

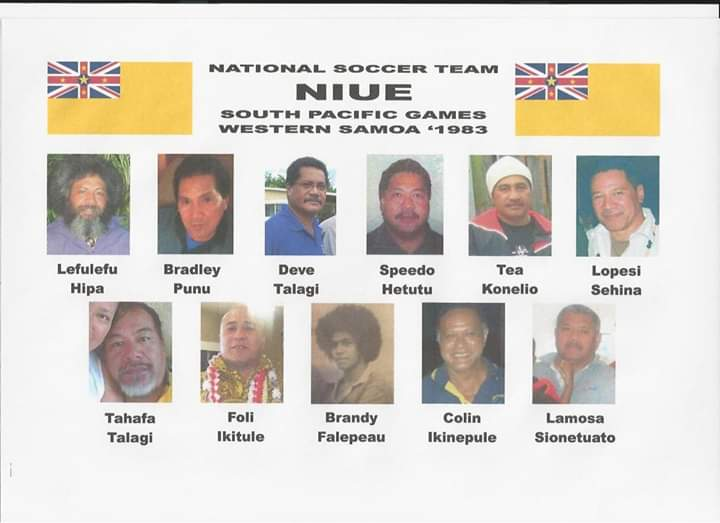
Compilació de fotos dels jugadors de futbol de la selecció de Niue l'any 1983

Els onze jugadors que van formar part de la selecció de Niue en el Jocs del Pacífic de 1983 són els següents:
- Bradley Punu
- Brandy Falepeau
- Colin Ikinepule
- Deve Talagi
- Foli Ikitule
- Lamosa Sionetuato
- Lefulefu Hipa
- Lopesi Sehina
- Speedo Hetutu
- Tahafa Talagi
- Tea Konelio